# Everton Lock-Up

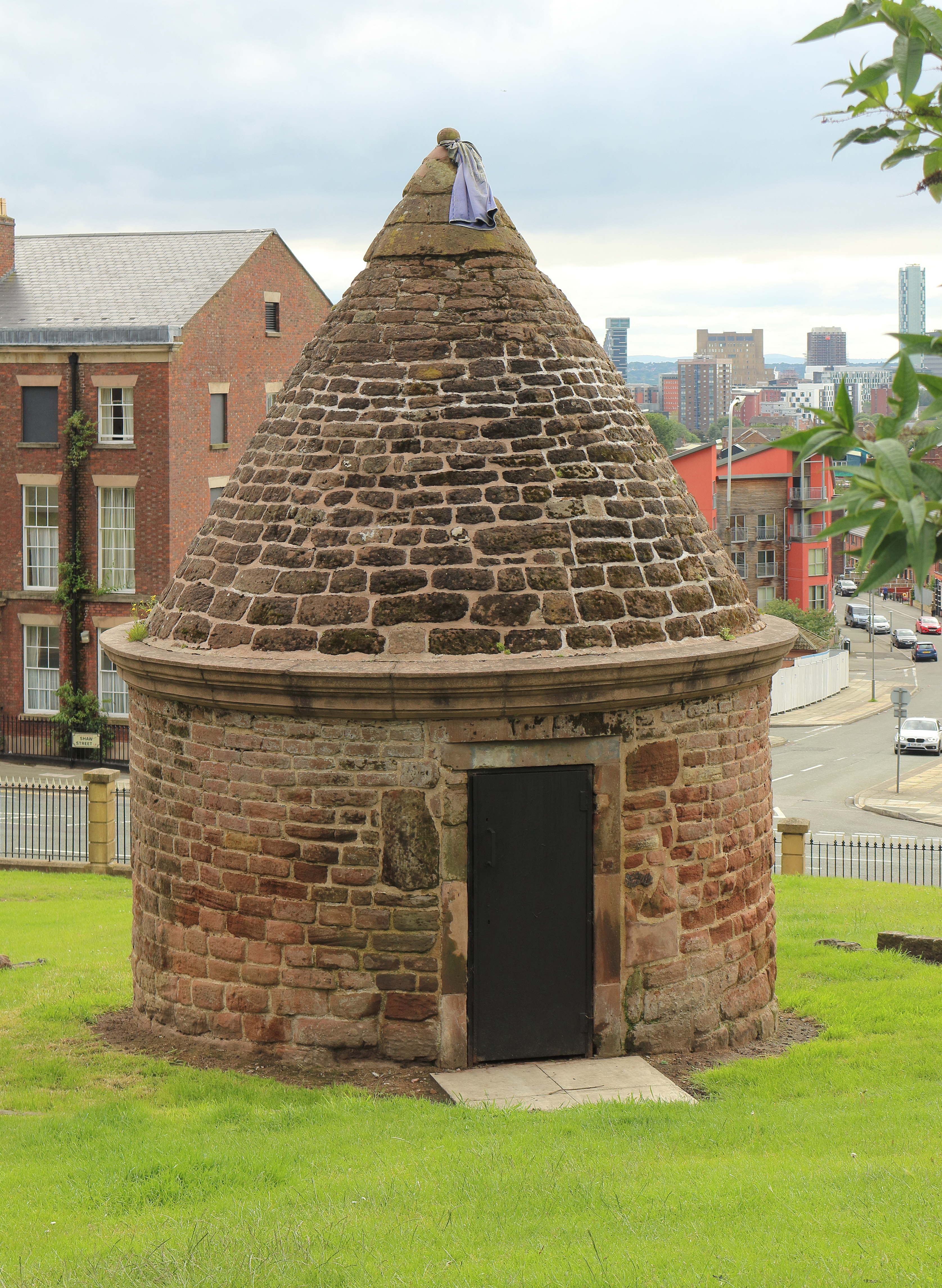
Imagemdo Everton Lock-up durante o dia

Everton Lock-Up , às vezes referenciado por um de seus apelidos como Prince Rupert's Tower ou Prince Rupert's Castle, é uma prisão de vila localizada em Brow Side Gardens em Everton, Liverpool . A estrutura do século XVIII é uma das duas carceragens georgianas que ainda sobrevivem em Liverpool ; o outro está em Wavertree . O local é famoso por ser um dos símbolos do Everton Football Club. A estrutura tem 8 metros de diâmetro e é propriedade do Concelho Municipal de Liverpool (Liverpool City Council).

O edifício listado como Grade II, que foi inaugurado em 1787, era originalmente um local de detenção durante a noite, onde bêbados e criminosos locais foram levados por policiais da paróquia. Os prisioneiros seriam então apresentados aos juízes de paz locais para julgamento. As punições normalmente seriam semelhantes a serviços comunitários, como limpeza de valas, desbloqueio de ralos ou remoção de lixo.
Os amigos de Everton Park incluíram o bloqueio em sua Everton Park Heritage Trail com painéis de informações exibidos perto do edifício. Às vezes é chamada de Torre do Príncipe Ruperto do Reno, embora tenha sido construída 143 anos depois que o Exército Realista do Príncipe Rupert acampou na área durante o Cerco da Guerra Civil Inglesa de Liverpool em 1644.
É provável que o nome tenha surgido porque Everton Brow foi historicamente onde foram feitos preparativos para atacar a guarnição parlamentar que controlava o Castelo de Liverpool. Dizem que o príncipe Ruperto, como comandante da cavalaria realista de Carlos I, olhou para a fortaleza e a descartou com as palavras: "É um ninho de corvo que qualquer grupo de garotos poderia pegar!" Ele acabou caindo após uma semana de combates pesados e a perda de 1.500 de seus homens.[carece de fontes?]

## Everton Football Club
Uma representação do Everton Lock-Up apareceu no brasão do clube de futebol profissional Everton Football Club desde 1938.  Em 2003, uma placa foi adicionada ao prédio declarando a importância de sua associação esportiva. Em maio de 1997, o Everton deu £15.000 para renovar a estrutura e em Fevereiro de 2014. Everton Lock-Up foi permanentemente iluminado em azul.